# تیپ ۳۶ زرهی میانه
تیپ ۳۶ زرهی میانه از تیپ‌های مستقل زرهی نیروی زمینی ارتش جمهوری اسلامی ایران است، که پادگان و ستاد فرماندهی آن در شهر میانه، استان آذربایجان شرقی مستقر می‌باشد. تیپ ۳۶ زرهی در خلال جنگ ایران و عراق، از یگان‌های عمل‌کننده ارتش جمهوری اسلامی ایران بود. هم‌اکنون سرهنگ خسرو کشتمند فرماندهی تیپ ۳۶ زرهی میانه را برعهده دارد.